# Cofradía del Silencio y Santo Vía Crucis (Albacete)
La Cofradía del Silencio y Santo Vía Crucis es una cofradía de la Semana Santa de Albacete (España).
Tiene su sede canónica en la Iglesia de la Purísima Concepción. Fundada en 1951, cuenta con una imagen: Santísimo Cristo del Consuelo (1951), obra del escultor murciano Antonio Garrigós Giner.
Procesiona en Jueves Santo (Procesión del Silencio) y Viernes Santo (Santo Viacrucis). Los colores de su hábito son el morado y el blanco.

## Enlaces de interés
- Wikimedia Commons alberga una categoría multimedia sobre Cofradía del Silencio y Santo Vía Crucis.

- Datos: Q43260201